# Mülheimi híd
A Mülheimi híd a Rajnán Köln Mülheim és Riehl városrészeit összekötő függőhíd. Ez az első híd Németországban, amely ortotróp acél pályaszerkezettel készült, és szintén az első, amelyet patinás zöld színűre festettek, ami később „kölni hídzöld” néven lett ismert. A budapesti Erzsébet híd tervezéséhez ezt a hidat használták mintául.
A mai Mülheimi hidat eredetileg 1951-ben nyitották meg, 1976–77-ben részben átépítették. Előtte ugyanezen a helyen már két híd állt, az első egy 1888-ban átadott hajóhíd (Mülheimer Schiffbrücke) volt, ezt egy ún. „hamis” függőhíd váltotta fel 1929-ben, amely a második világháborúban pusztult el, egy szövetséges légibombázás során.

## A mülheimi hajóhíd (1888–1927)

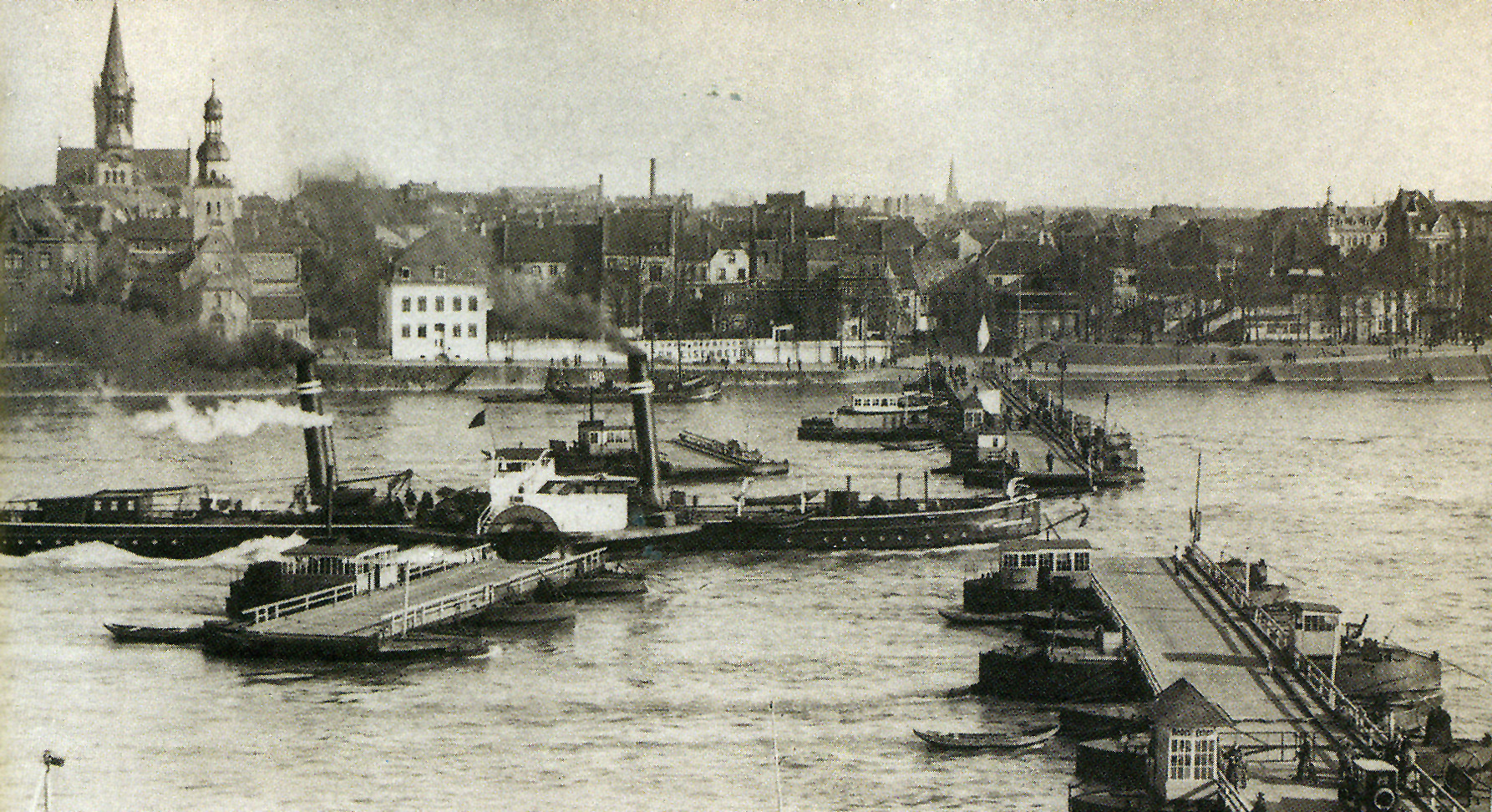
A mülheimi hajóhíd, amely 1927-ig állt

A mülheimi hajóhídat 1888-ban nyitották meg a forgalom előtt. 1927. június 20-ig biztosított összeköttetést a Rajna bal partján lévő Mülheim Häuschen vendéglőhöz, és hasonló volt Deutz városrész hajóhídjához, egy faépítményhez, amelyet mintegy 40, a Rajnában lehorgonyzott pontonra helyeztek. Ez kiváltotta a kompjáratot, amely korábban az akkori település (Mülheim am Rhein) és Köln városa között működött.

## Az első függőhíd (1927–1944)

### Előzmények
Köln és Mülheim városa szerződést kötöttek egy állandó híd létesítésére, amelyet 1914. április 1-jén írtak alá. Az első világháború és az azt követő hiperinfláció miatt azonban az építkezés csak sokkal később, 1927-ben kezdődött meg.
A Hans Böckler elnökletével működő bizottság és az általa kinevezett zsűri egy monumentális, 333,2 méteres boltíves híd pályázatát javasolta megépítésre, amelyet a Peter Behrens, a Friedrich Krupp AG és a Franz Schlüter AG nyújtott be. Paul Bonatz zsűritag támogatásával Köln akkori főpolgármestere, Konrad Adenauer egy karcsúbb függőhíd megvalósítását szerette volna elérni, amelyhez a kábeleket a Köln-Mülheimer Carlswerk von Felten & Guilleaume cég gyártotta volna, és amelynek igazgatója – Adenauerhez hasonlóan – a kölni városvezetés centrumpárti (Deutsche Zentrumspartei) frakciójához tartozott. Mivel Adenauer a frakciójából nem tudott elegendő támogatást szerezni javaslatához, ezért maga mellé állította az ellenlábas kommunista párt frakcióját. A szavazást heves viták előzték meg, ahogy korábban hosszan a deutzi függőhíd megvalósítását is, így erről mint második kölni hídvitáról emlékeznek meg az évkönyvek. Végül 1927. április 28-án a városvezetés 47–36 arányban megszavazta a függőhíd megépítését.

### Tervezés és kivitelezés

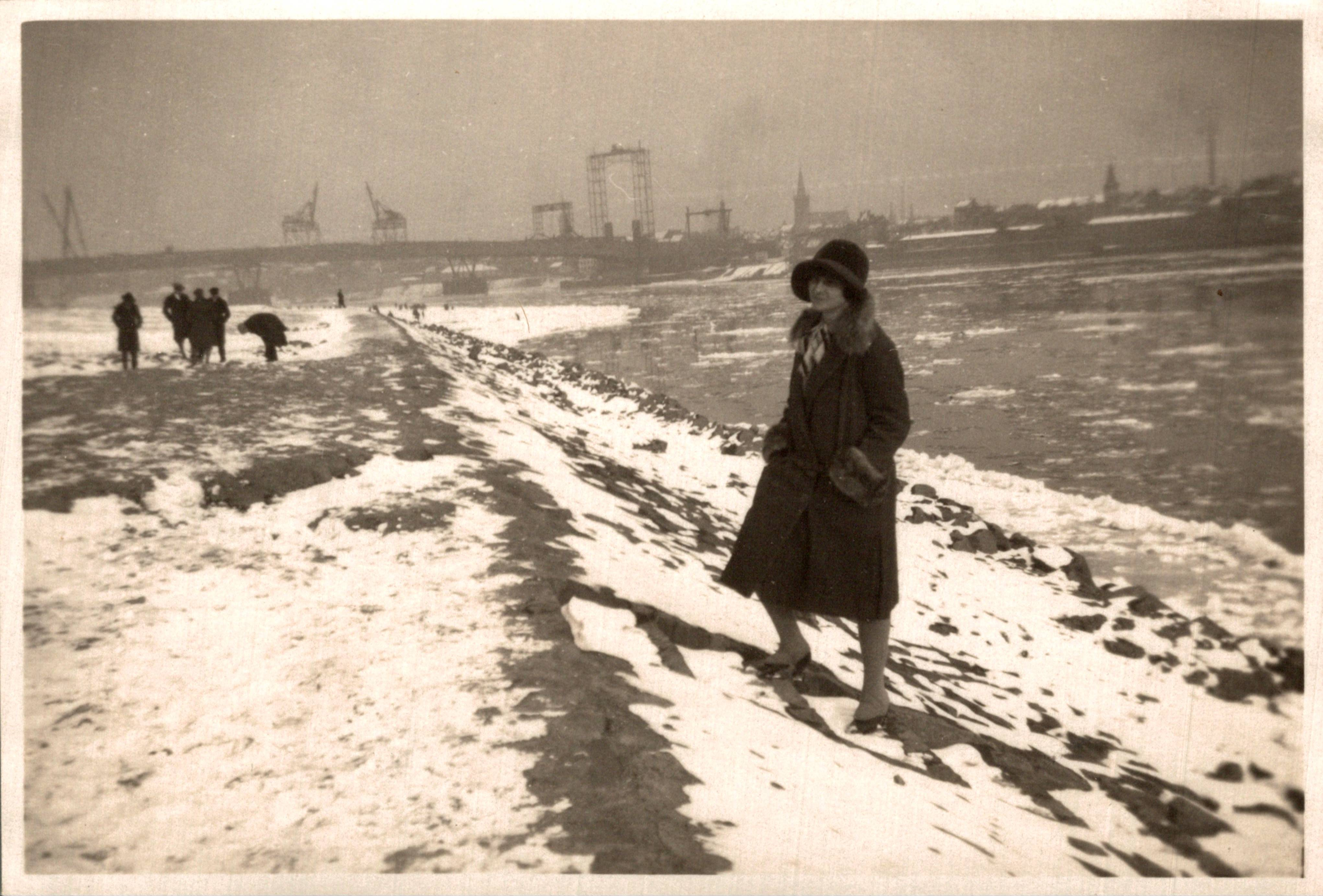
Kilátás a Rajna partjáról északkeleti irányban, az 1928-ban épülő Mülheimi híd felé

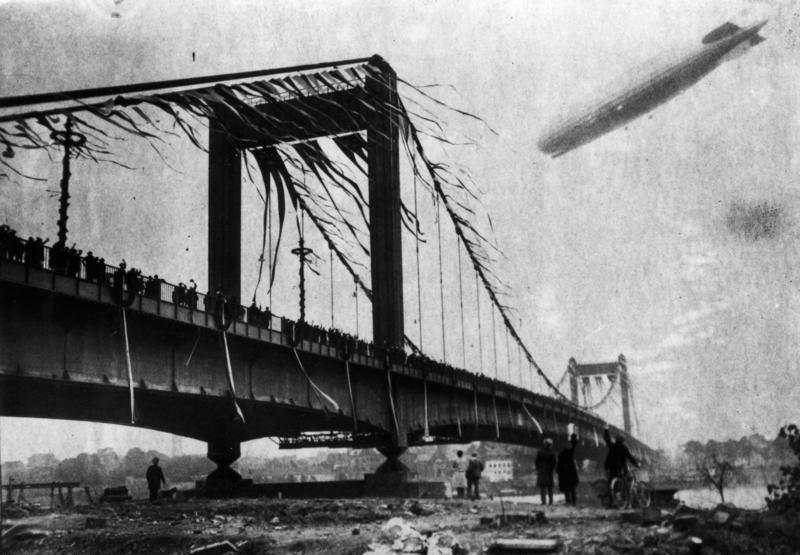
Avatóünnepség, 1929. október 13.

Az építkezés 1927. május 19-én kezdődött, és nem sokkal később, június 20-án a hajóhidat lezárták és szétszedték. A „Mülheimer Häuschen” vendéglőt is le kellett bontani, hogy helyet adjon az új híd építéséhez.
A szerkezetet ún. „hamis” függőhídként a Harkort cég (Georg Kapsch) és Adolf Abel városrendezési igazgató által kidolgozott terv alapján kívánták megépíteni. A függesztőkábelek húzóerõit a merevített pályaszerkezet nyomóerõi ellensúlyozták. Így elkerülhetők voltak a valódi függőhidaknál használt nehéz horgonytömbök, amelyeket akkoriban nem tartottak megvalósíthatónak azon a helyszínen. A híd régi képein ez a fajta konstrukció felismerhető azáltal, hogy a partról a pilonok felé a függesztőkábel kis szögben fut fel (a mai hídnál a felfutás jóval meredekebb). 
Adenauer főpolgármester 1929. október 13-án avatta fel a függőhidat. Ekkor a 315 méteres támaszközével a legnagyobb hamis függőhíd volt, és villamosvonal is áthaladt rajta.
Ez a híd a második világháború alatt megsemmisült, 1944. október 14-én délben egy amerikai légitámadás során bombázták le. A hidat már előkészítették, hogy felrobbantsák, és a bombázás hatása a már felszerelt robbanószer miatt volt pusztító, valamint a pilonok a konstrukció sajátossága miatt is meghajlottak, amikor a belső erők egyensúlya megszűnt.
A híd megsemmisüléséből tanulva elrendelték, hogy csak akkor helyezzenek robbanóanyagot a hidakra, ha az ellenség nyolc kilométernél közelebb kerül hozzájuk. Ez is hozzásegítette az amerikai csapatokat, hogy a Ludendorff vasúti hidat épen találják Remagennél 1945. március 7-én, egyedüliként a 22 rajnai híd közül, ami lerövidítette a háborút.

### Műszaki adatok
- Helyszín: 691,9 fkm
- Tömeg: 14 800 tonna
- Hossz: 682,8 méter
- Szélesség: 17,2 méter pályaszélesség és további 2-5 méter kerékpár és gyalogutak
- Támaszköz: 315 méter
- Költség: körülbelül 10 millió Reichsmark

## A háború utáni függőhíd (1951–)

### Tervezés és kivitelezés

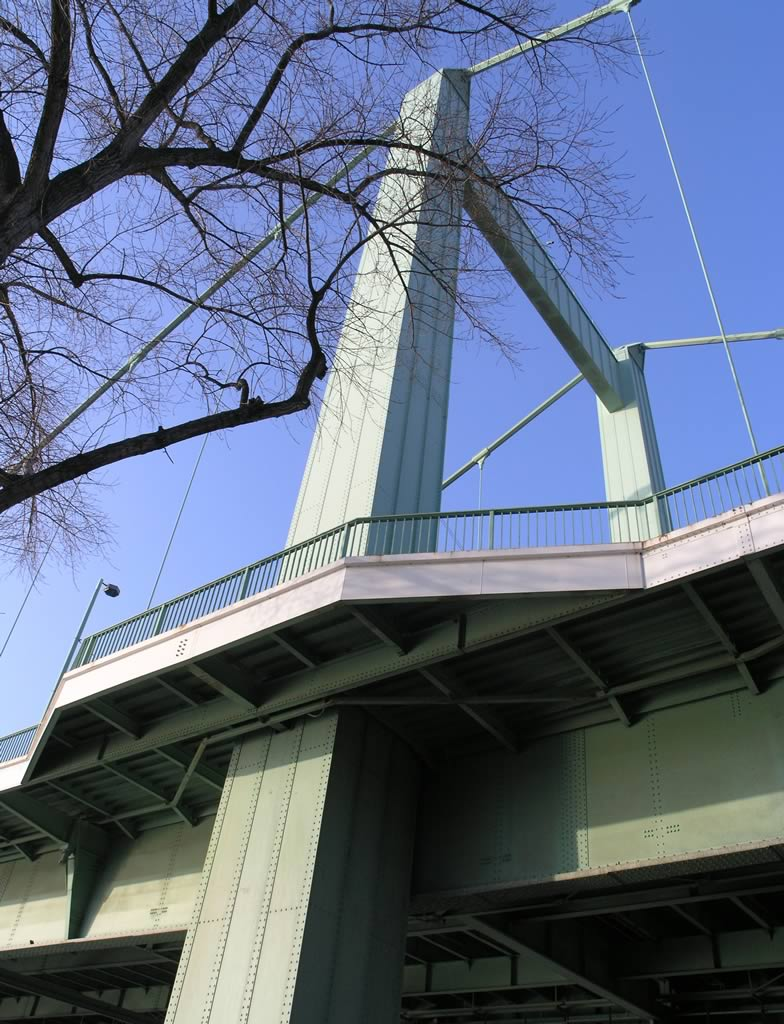
Az új Mülheimi híd ismertetőjegye: a gyalogjárdákat a pilonok körül vezetik

A híd újjáépítéséhez a kölni városépítész, Wilhelm Riphahn készített tervet Fritz Leonhardt építőmérnök felügyelete mellett, az építése 1949. október 13-án kezdődött. A megvalósításban Walter Pelikan acélgyártó közreműködött, aki a tervek részleteihez is hozzájárult. 1951. szeptember 8-án ismét Adenauer avatta fel, immár a Német Szövetségi Köztársaság kancellárjaként.
Az új híd pilonjait az előző híd folyópilléreire építették, hossza és megjelenése megegyezik az előző hídéval, azonban ez már valódi függőhíd. Vagyis az új híd kábeleit a talajba horgonyozták le, így a pályaszerkezetnek már nem kell ellensúlyoznia a „hamis” függőhíd konstrukciójából adódó nyomóerőket. Ortotróp acél pályaszerkezetet használtak – elsőként Németországban – így különösen könnyű és vékony lehetett a konstrukció. Az előző híddal ellentétben az oszlopok a hídpálya gerendái mellett állnak, a gyalogjárda pedig az oszlopokat megkerülve fut; annál jóval könnyebb (több mint két és félszer kisebb tömege) és tíz méterrel szélesebb is.
1976–77-ben a hídpályát újjáépítették, a villamospályát elkülönítették az autósávoktól.
2004. november 2. óta a híd műemléki védettséget élvez.
2012. március 20. óta a híd két oszlopát és részben a kábeleit sötétedés után 112 energiatakarékos LED-fényszóró világítja meg.
2013-ra a híd jelentős felújításra szorult, de Köln városának szűkös költségvetése miatt az átfogó felújítást halasztgatták. Végül 2018-ban kezdtek bele a teljes renoválásba, ami azóta is tart, s a felújítás fázisaitól függő forgalmi korlátozások vannak érvényben.

### Műszaki adatok
- Tömeg: 5780 tonna
- Hossz: 682,8 méter
- Szélesség: 27,2 méter
- Támaszköz: 315 méter
- Költség: 12,2 millió DM

## Fordítás
- Ez a szócikk részben vagy egészben  a   Müheimer Brücke című német Wikipédia-szócikk ezen változatának fordításán alapul.  Az eredeti cikk szerkesztőit annak laptörténete sorolja fel. Ez a jelzés csupán a megfogalmazás eredetét és a szerzői jogokat jelzi, nem szolgál a cikkben szereplő információk forrásmegjelöléseként.
- Ez a szócikk részben vagy egészben  a   Mülheim Bridge, Cologne című angol Wikipédia-szócikk ezen változatának fordításán alapul.  Az eredeti cikk szerkesztőit annak laptörténete sorolja fel. Ez a jelzés csupán a megfogalmazás eredetét és a szerzői jogokat jelzi, nem szolgál a cikkben szereplő információk forrásmegjelöléseként.